# Эйванн, Каспер
Каспер Эйванн (норв. Casper Øyvann) родился 7 декабря 1999 года, Будё, Норвегия) — норвежский футболист, защитник клуба «Молде».
Эйванн являлся игроком футзальной команды «Хуллёй» и привлекался в сборную Норвегии по мини-футболу в 2018 году.

## Клубная карьера
Будучи воспитанником «Будё-Глимт», Эйванн дебютировал на профессиональном уровне 19 апреля 2018 года в матче Кубка Норвегии. Закрепиться в основной команде игроку не удалось и он был отдан в аренду в «Мьолнер» из третьей лиги страны, где провел 8 матчей. В 2020 году Эйванн подписал контракт с «Тромсдаленом».
В феврале 2021 года Каспер Эйванн стал игроком клуба «Тромсё». В мае 2021 года футболист дебютировал в Элитсерии. В большинстве матчей первого сезона защитник выходил на замену во втором тайме. Начиная со второго года пребывания в клубе Каспер стал получать больше игрового времени, появляясь на поле в стартовом составе.
23 августа 2023 года Эйванн подписал контракт с «Молде». 3 сентября защитник впервые вышел на поле в стартовом составе на игру с «Хёугесунном». 21 сентября Эйванн дебютировал в Лиге Европы УЕФА в матче группового этапа с азербайджанским клубом «Карабах».

## Достижения
«Молде»
- Обладатель Кубка Норвегии: 2023